# 세르게이 미하일로프 (정치인)
세르게이 페트로비치 미하일로프(러시아어: Сергей Петрович Михайлов; 1965년 5월 22일 ~ )는 러시아의 정치인으로, 2018년 10월 18일부터 자바이칼 변경주 입법회에서 상원의원으로 재직하고 있다.

## 초기 생활
미하일로프는 1965년 5월 22일에 태어났다. 1990년 자바이칼 국립 인문교육대학교 역사학부를 졸업하고 네르친스크 국영 농업 기술학교에서 가르쳤다. 1997년부터 2008년까지 네르친스크 농업 대학의 이사였다. 2002년에는 극동 경영 연구소를 졸업하고 경영학 학위를 받았다.

## 정치 경력
그는 2000년부터 2008년까지 네르친스크 지구 의회에서 두 차례 의원을 지냈다. 2008년에는 자바이칼 변경주 입법회 의원이 되었다. 2013년 9월부터는 농업 정책 및 소비자 시장 위원회 위원장을 맡았다. 이후 2016년 10월에는 입법회 제1부의장으로 승진했다. 2016년 2월에는 자바이칼 변경주 입법회 의장 대행을 맡기도 했다.
2013년부터 그는 트란스바이칼리아 지역의 통합 러시아 당 지부를 이끌었다.
2018년 9월 27일, 회의에 참석한 48명의 입법회 의원 중 35명이 미하일로프에게 연방평의회 의원 – 자바이칼 변경주 국가 권력 입법 기관 대표 –로서의 권한을 부여하는 데 투표했다.
10월 8일, 미하일로프의 권한은 연방평의회에서 확인되었다.
제재
2022년 3월부터 그는 EU와 영국의 개인 제재를 받고 있다.